# Східногімалайські широколистяні ліси
Східногімалайські широколистяні ліси (ідентифікатор WWF: IM0401) — індомалайський екорегіон помірних широколистяних та мішаних лісів, розташований в Східних Гімалаях, на території Північно-Східної Індії, Непалу та Бутану. Він вирізняється високим біорізноманіттям та рівнем ендемізму.

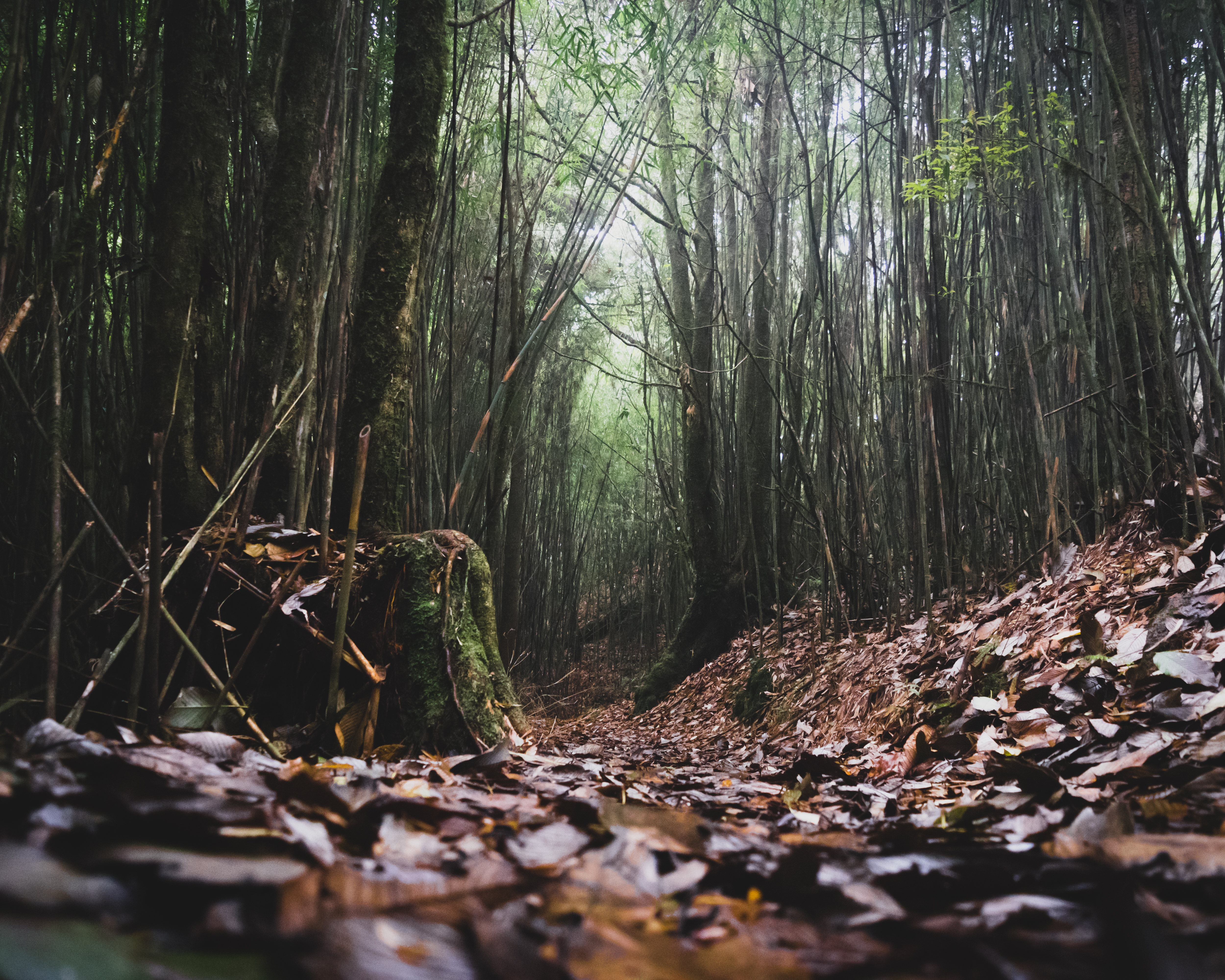
Ландшафт Національний парк долини Неори (Дарджилінг, Західний Бенгал, Індія)

## Географія
Екорегіон східногімалайських широколистяних лісів охоплює смугу помірних широколистяних лісів, що ростуть на стрімких південних схилах Гімалаїв, переважно на висоті від 2000 до 3000 м над рівнем моря. Він простягається приблизно на 1300 км із заходу на схід, від Калі-Ґандакі в Непалі через Сіккім, північ Західного Бенгалу та Бутан до Аруначал-Прадешу та до кордону з Китаєм і М'янмою. На більш низьких висотах екорегіон переходить у гімалайські субтропічні соснові ліси та гімалайські субтропічні широколистяні ліси, а на сході — у напіввічнозелені ліси долини Брахмапутри. На більших висотах екорегіон переходить у східногімалайські субальпійські хвойні ліси.

## Клімат
В межах екорегіону переважає вологий субтропічний клімат або високогірний субтропічний клімат. Середня температура влітку становить близько 25 °C, а взимку падає приблизно до 10 °C, однак загалом в екорегіоні спостерігаються значні коливання температури. Середньорічна кількість опадів перевищує 2000 мм, більшість яких випадає з травня по вересень разом з мусонами. Оскільки ці мусони надходять із Бенгальської затоки, західна частина екорегіону є менш вологою, ніж східна.

## Флора
В межах екорегіону поширені кілька типів лісових угруповань, розподіл яких залежить від вологості та рельєфу. Серед них вирізняють східногімалайські вологі мішані та листяні ліси, східногімалайські вологі помірні ліси, вологі помірні ліси гір Нага, східногімалайські дубово-родендронові ліси та гімалайські помірні рідколісся. Ці лісові угруповання можна об'єднати у два типи — східногімалайські вічнозелені ліси та східногімалайські листопадні ліси.
У помірних вічнозелених лісах переважають пластинчаті дуби (Quercus lamellosa), товстолисті дуби (Quercus pachyphylla) та інші вічнозелені породи дубів (Quercus spp.) у поєднанні з деревоподібними рододендронами (Rhododendron arboreum), рододендронами Фальконера (Rhododendron falconeri), рододендронами Томпсона (Rhododendron thomsonii), високими мікеліями (Michelia excelsa), магноліями Каткарта (Magnolia cathcartii), тополевими еубаклендіями (Exbucklandia populnea), кохінхінськими симплокосами (Symplocos cochinchinensis) та різними видами магнолій (Magnolia spp.), коричників (Cinnamomum spp.) та махілусів (Machilus spp.). У помірних листопадних лісах екорегіону переважають клени Кемпбелла (Acer campbellii), волоські горіхи (Juglans regia), непальські вільхи (Alnus nepalensis), вільхоподібні берези (Betula alnoides), гімалайські берези (Betula utilis) та пухнастоплідні слоанеї (Sloanea dasycarpa).
У вологих районах Східного Непалу основу лісів складають магнолії Кемпбела (Magnolia campbellii), клени Кемпбелла (Acer campbellii), солодкі духмяноцвіти (Osmanthus suavis), рододендронолисті шеффлери (Schefflera rhododendrifolia) та страхітлива ліщина (Corylus ferox). В підліску цих лісів росте бамбук (Bambusa spp.), а також різні види симплокосів (Symplocos spp.), еврій (Eurya spp.), рододендронів (Rhododendron spp.), кленів (Acer spp.), вільхи (Alnus spp.), грабів (Carpinus spp.) та слив (Prunus spp.). Також в підліску цих лісів зустрічаються яскраві квіти найприємнішої лукулії (Luculia gratissima), лілії Волліча (Lilium wallichianum), непальського піптантуса (Piptanthus nepalensis) та гімалайської айстри (Aster himalaicus). У зрілих лісах дерева вкриті мохами, папоротями та іншими епіфітами.
Флора екорегіону характеризується високим біорізноманіттям та рівнем ендемізму. Вона включає види індомалайського, індокитайського, гімалайського, східноазійського та навіть реліктового гондванського походження. Територія екорегіону є центром різноманіття для рододендронів і дубів. Зокрема, в Сіккімі зростає понад 50 видів рододендронів, а в Бутані — понад 60 видів.

## Фауна
В межах екорегіону зустрічається 125 видів ссавців та понад 500 видів ссавців. Серед поширених в екорегіоні ссавців слід відзначити бенгальського тигра (Panthera tigris tigris), димчасту пантеру (Neofelis nebulosa), мармурову кішку (Pardofelis marmorata), золотисту котопуму (Catopuma temminckii), гірського куона (Cuon alpinus), білосмугу мустелу (Mustela strigidorsa), гімалайського тара (Hemitragus jemlahicus), індійського замбара (Rusa unicolor), бутанського такіна (Budorcas taxicolor whitei), гімалайського серау (Capricornis sumatraensis thar), ассамську макаку (Macaca assamensis), ведмежу макаку (Macaca arctoides), непальського лангура (Semnopithecus schistaceus), іравадійську білку (Callosciurus pygerythrus) та нічницю Манделлі (Myotis sicarius). В ялицевих насадженнях з густим бамбуковим підліском зустрічаються червоні панди (Ailurus fulgens), хоча вони більш поширені в хвойних лісах на більших висотах. Серед майже ендемічних ссавців, поширених в екорегіоні, слід відзначити велетенську політуху Ходжсона (Petaurista magnificus), брахманського білочеревого пацюка (Niviventer brahma), білощокого макаку (Macaca leucogenys) та індійського лангура (Trachypithecus geei). Ендеміком екорегіону є дуже рідкісна ассамська політуха (Biswamoyopterus biswasi).
Екорегіон має одні з найвищих показників видового різноманіття птахів у світі. Серед поширених в екорегіоні птахів слід відзначити рідкісних непальських калао (Aceros nipalensis), білогузих моналів (Lophophorus sclateri), сірогрудих трагопанів (Tragopan blythii), білочеревих чапель (Ardea insignis) та рожевохвостих трогонів (Harpactes wardi). Ці птахи зустрічаються лише у зрілих лісах з великою кількістю старих дерев, отже, можуть вважатися індикаторами цілісності природного середовища та заслуговують на особливу увагу природоохоронців. Також в екорегіоні зустрічається багато майже ендемічних птахів, зокрема рудогрудих куріпок (Arborophila mandellii), непальських сибій (Actinodura nipalensis), бутанських фульвет (Alcippe ludlowi), рудочеревих алікорто (Brachypteryx hyperythra), жовтокрилих чагарниць (Trochalopteron elliotii), чорнобородих сутор (Psittiparus gularis), непальських тимелій-куцохвостів (Pnoepyga immaculata), сіроголових приній (Prinia cinereocapilla), асамських баблерів-рихталиків (Spelaeornis badeigularis), асамських тимелій-темнодзьобів (Stachyris oglei) та непальських кратероп (Turdoides nipalensis). Ендеміками екорегіону є непальські баблери-рихталики (Spelaeornis caudatus) та оливкові мінли (Liocichla bugunorum).
Екорегіон східногімалайських широколистяних лісів відіграє важливу роль у підтримці висотного зв'язку між різними типами природних середовищ, які загалом складають більшу гімалайську екосистему. Багато ссавців та птахів Східних Гімалаїв здійснюють сезонні висотні міграції і залежать від збереження різних екорегіонів, поширених на стрімких гірських схилах на різній висоті, їх безперервного сполучення та недоторканості різних природних середовищ. Якщо рослинний покрив будь-якого зі східногімалайських екорегіонів, від саван та луків Тераї-Дуару в передгір'ях через широколистяні та хвойні ліси до альпійських луків у високогір'ях, буде втрачено, або він буде значно деградований, процеси висотної міграції будуть порушені. Так, в помірних широколистяних лісах Бутану, які є менш порушеними і сполучаються із субтропічними широколистяними лісами на нижчих висотах, зустрічається низка птахів, які відсутні в Непалі, де безперервність природних середовищ була порушена.

## Збереження
Оцінка 2017 року показала, що 10 861 км², або 13 % екорегіону, є заповідними територіями. Природоохоронні території включають:
- Природний заповідник Іґлнест[en], Індія, Аруначал-Прадеш (120 км²)
- Національний парк Моулінг, Індія, Аруначал-Прадеш (200 км²)
- Природний заповідник Мехао[en], Індія, Аруначал-Прадеш (110 км²)
- Королівський національний парк Манас[en], Бутан (410 км²)
- Національний парк Шівапурі-Нагарджун[en], Непал (159 км²)[3]
- Національний парк Макалу-Барун, Непал (1500 км²)[3]
- Національний парк долини Неори[en], Індія, Західний Бенгал (88 km2)[4]
- Суворий природний заповідник Торса[en], Бутан (651 км²)[4]
- Національний парк імені Джігме Дорджі[en], Бутан (560 км²)
- Національний парк Пхрумсенгла[en], Бутан (310 км²)
- Природний заповідник Бумделінг, Бутан (390 км²)
- Національний парк імені Джігме Сінг'є Вангчука[en], Бутан (600 км²)
- Національний парк Намдапха[en], Індія, Аруначал-Прадеш (1580 км²)
- Природний заповідник Камланг[en], Індія, Аруначал-Прадеш (780 км²)